# سينوفيس
سينوفيس: (بالإنجليزية: Cenovis)‏ هو معجون طعام بني داكن من سويسرا يتكون من مستخلص الخميرة.

## نظرة عامة
معجون سينوفيس يشبه معجون المارميت الإنجليزي وسينوفيت البرازيلي وفيجمايت الأسترالي. غني بفيتامين ب1. يستخدم لإضافة نكهة للحساء والنقانق والسلطات. ومع ذلك، فإن الطريقة الأكثر شعبية لتناول سينوفيس هي دهنه على شريحة من الخبز المدهون بالزبدة، كما هو مذكور على عبوة المنتج (يمكن أيضًا دمجه مباشرة في الزبدة، ثم دهنه على الخبز، أو استخدامه كحشوة في الكرواسان والخبز).
سينوفيس شائع في سويسرا (خاصة في منطقة روماندي). تم تطويره في راينفيلدن في عام 1931، بمبادرة من مصفف جعة يدعى ألكس فيلينجر ، وتم إنتاجه لاحقًا من قبل شركة سينوفيس Cenovis SA.

في عام 1999، اشترى المصرفي السويسري ميشيل ياغشي العلامة التجارية، وإلى جانب ديديه فيشر وفرانك جومار أعاد لشركة اسمها "Gustav Gerig AG"، وهي شركة Aargau ، وبالتالي عاد المنتج إلى كانتونه الأصلي. تقدم الشركة القصة التالية وراء سينوفيس: “في عام 1931 ، قام مصفف جعة بإعادة تدوير الخميرة المستخدمة في تخمير البيرة: مواد نباتية غنية جدًا بفيتامين ب1. بعد عدة اختبارات، تم تحسين المنتج وأطلقت مجموعة من مصففي الجعة السويسريين سينوفيس؛ كان المنتج ناجحًا فورًا وكانت الطبقة الشهيرة جيدة للغاية حتى أنها تم تضمينها في حصص الجنود السويسريين منذ عام 1955 … جنود صحيون وقويون!” 

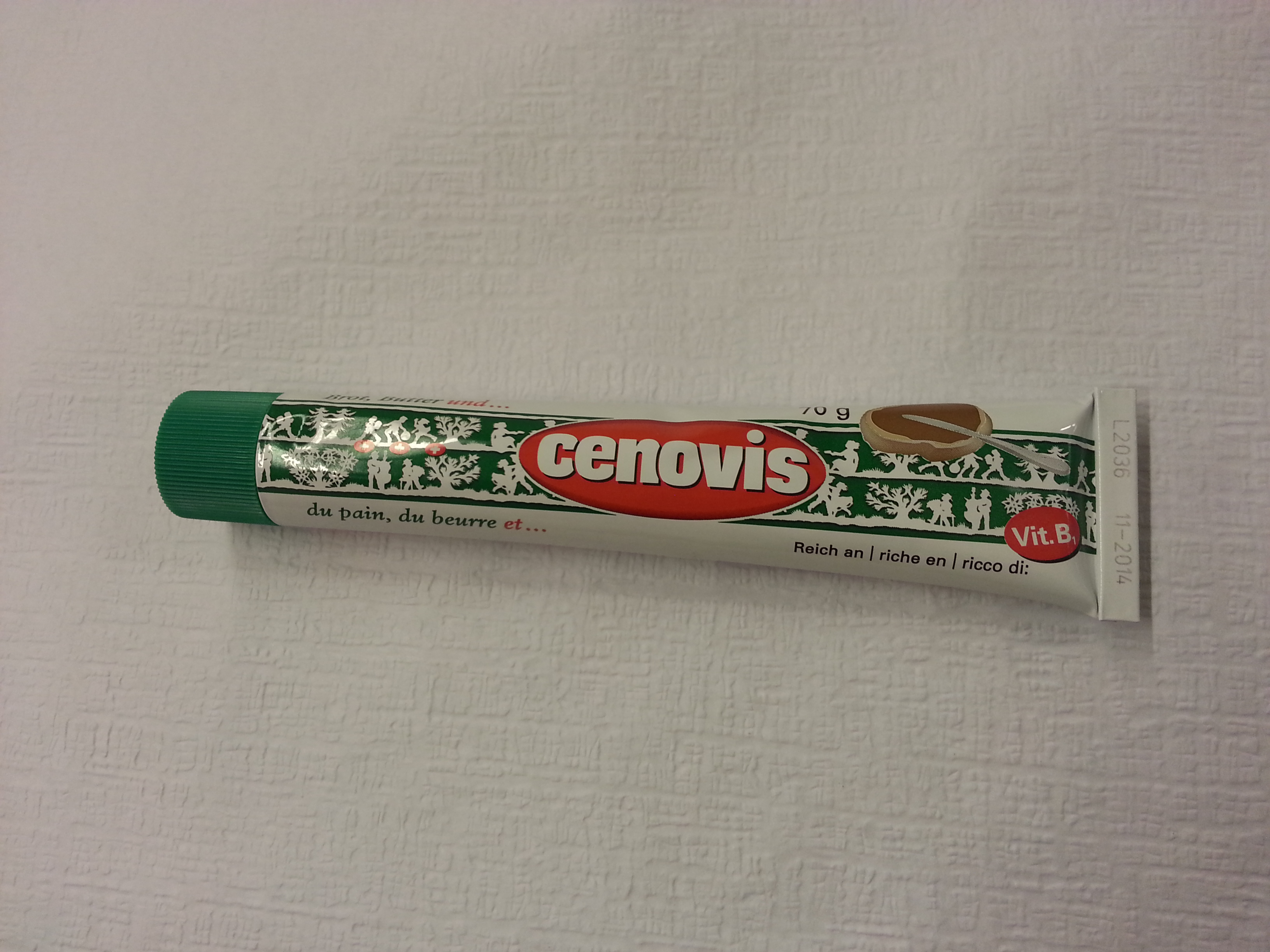
معجون الطعام من سينوفيس بشكل مختلف
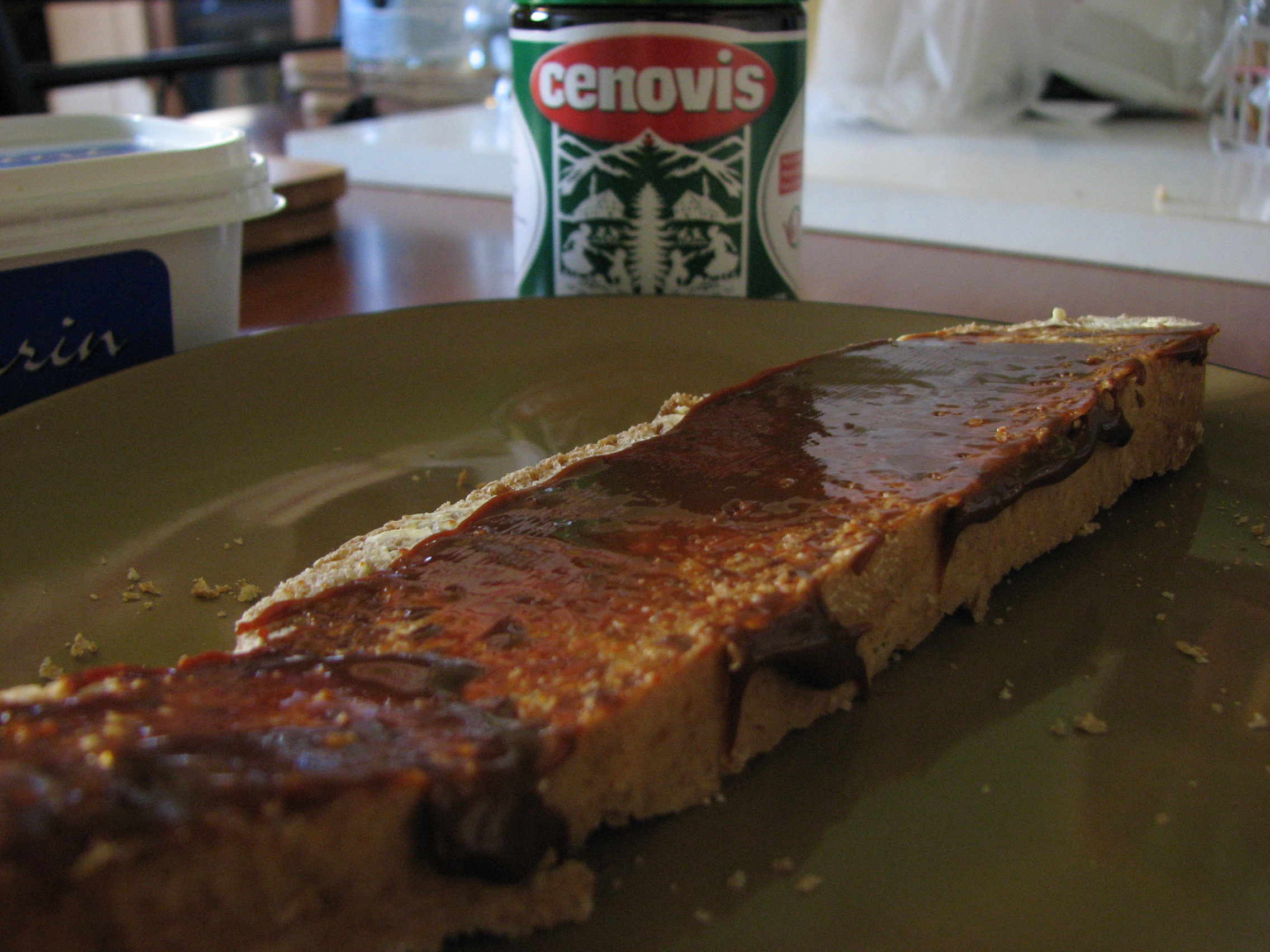
شريحة خبز مغطاة بمعجون سينوفيس
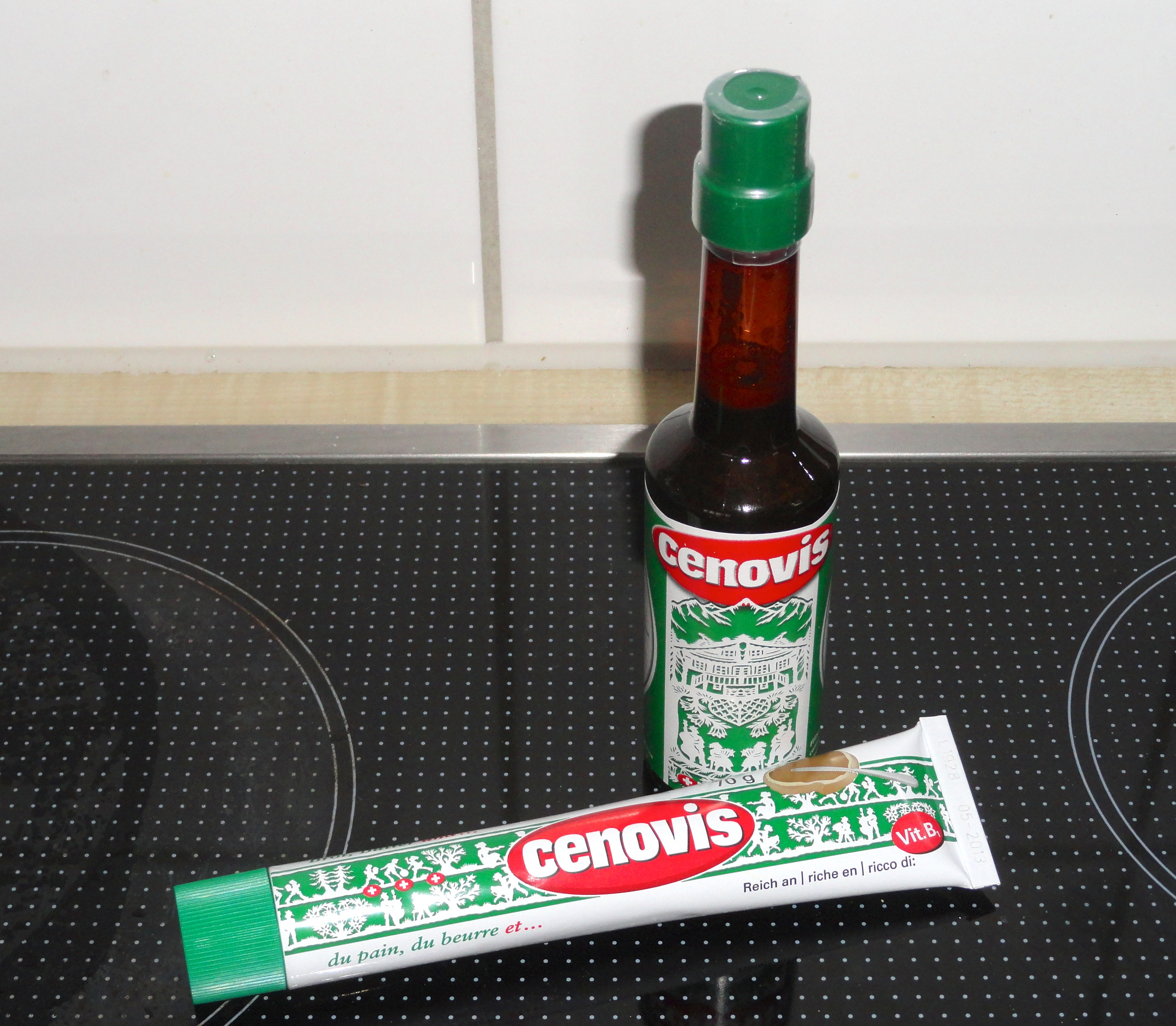
معجون سينوفيس بعبوات مختلفة
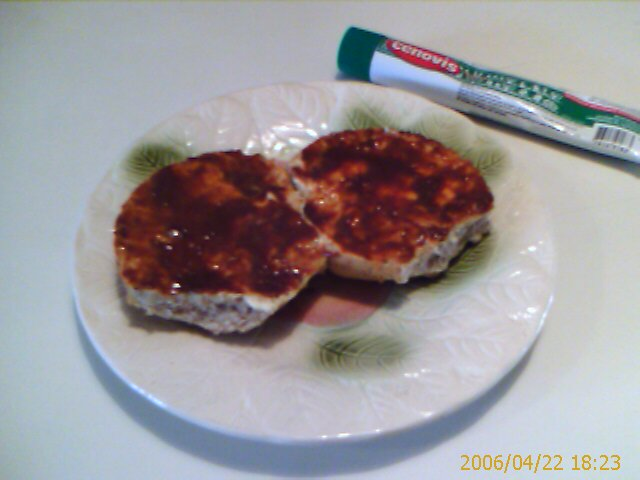
دهن معجون سينوفيس على الخبز